# Grammothele
Grammothele là một chi nấm thuộc họ Polyporaceae.